# De tanden van Casius Gaius
De tanden van Casius Gaius is het tiende lange stripverhaal uit de reeks van Douwe Dabbert. Het is geschreven door Thom Roep en getekend door Piet Wijn. De eerste albumuitgave was in 1983. Het verhaal verscheen in datzelfde jaar als vervolgverhaal in de Donald Duck.

## Het verhaal
De visser Jan Claeszoon, die samen met zijn vrouw en twee kinderen in afzondering van de rest van het dorp woont, wordt verdacht bij betrokkenheid bij smokkelpraktijken vlak bij hem in de buurt. Er wordt voortdurend smokkelwaar vanuit Engeland afgezet, maar langs welke route is onbekend; de smokkelaars zorgen dat ze nooit worden gezien. Als Douwe Dabbert bij het vissersgezin is, vindt daar op bevel van de hertog weer een huiszoeking plaats.
Aan de kust liggen de restanten van een Romeins fort dat ooit aan de veldheer Casius Gaius toebehoorde. Het grootste deel van dit fort ligt onder water, alleen de bovenste delen steken bij eb net boven de zeespiegel uit en lijken dan op rotte tanden. Het hek dat ooit de toegang tot het fort vormde staat nu los op het strand zelf. De "tanden" vormen een grote belemmering voor Jan en zijn zoon Claes, die hierdoor alleen maar overdag en bij vloed en rustig water kunnen uitvaren.
Kapitein Zult, de rechterhand van de hertog, is heimelijk de leider van de smokkelaarsbende. Door Jan te beschuldigen leidt hij de aandacht van zichzelf af. Hij slaagt erin vals bewijs te leveren tegen de visser, die wordt gevangengenomen. Claes moet nu in zijn vaders plaats de kost gaan verdienen. Als Douwe Claes helpt bij het vissen, ziet hij onder water vuur branden; dit moet in het gedeelte van het fort onder de zeespiegel zijn. Vermoedelijk is dit een aanwijzing voor de plek waar de smokkelpraktijken plaatsvinden. Samen met Claes en Grietje slaagt Douwe erin de schuilplaats van de smokkelaars te vinden. Ze worden betrapt door Zult en zijn bende, die de drie uit de weg proberen te ruimen. Dankzij Douwes toverknapzak slagen Douwe, Claes en Grietje erin te ontkomen.
Jan Claeszoon staat inmiddels op het punt om te worden opgehangen. Precies op dat moment lukt het Douwe om de "tanden" op te blazen dankzij buskruit uit zijn toverknapzak. De vissers hoeven nu voortaan niet meer op de getijden te wachten om uit te varen. Douwe ontmaskert ook Zult en de andere smokkelaars. Jan krijgt van de hertog een schadeloosstelling en besluit Claes hiervan een opleiding te laten volgen.

## Achtergronden
Dit verhaal is over het geheel genomen realistischer dan de meeste andere Douwe Dabbert-verhalen. In tegenstelling tot de meeste lange verhalen uit de serie komen er in dit verhaal geen sprookjesfiguren zoals heksen, tovenaars of sprekende dieren voor. Ook anderszins bevat het verhaal geen magische elementen, afgezien van Douwes vaste toverknapzak. In plaats daarvan staan er bijna uitsluitend gewone mensen centraal. (Hetzelfde is het geval in Florijn de flierefluiter en het enkele jaren later verschenen verhaal Het bedrog van Balthasar.)